# Allochernes deceuninckorum
Allochernes deceuninckorum es una especie de arácnido del orden Pseudoscorpionida de la familia Chernetidae.

## Distribución geográfica
Es endémica de Gerona (España). Vive en nidos de hormigas Camponotus (Tanaemyrmex) sylvaticus.